# Adrian Scarborough
Pour les articles homonymes, voir Scarborough.
Adrian Philip Scarborough, né le 10 mai 1968 à Melton Mowbray est un acteur britannique.
Il a notamment joué dans des films comme La Folie du roi George (1994), Gosford Park (2001), Vera Drake (2004), History Boys (2006), Le Discours d'un roi (2010), Les Misérables (2012) et 1917 (2019).
Il est également connu pour ses rôles à la télévision dans les séries télévisées Cranford (2007-2009), Upstairs Downstairs (en) (2010-2012), The Paradise (2013), Crashing (en) (2016), A Very English Scandal (2018) et Killing Eve (2019).
Également un acteur de théâtre, il a remporté le Laurence Olivier Award for Best Actor in a Supporting Role (en) en 2011 pour son rôle dans la pièce de Terence Rattigan After the Dance (en).

## Filmographie

### Cinéma
- 2003 : La Mort d'un roi de Mike Barker : sergent Joyce
- 2012 : Les Misérables de Tom Hooper : Toothman
- 2018 : Jean-Christophe et Winnie de Marc Forster : Hal Gallsworthy
- 2018 : Patrick de Mandie Fletcher : Mr. Peters
- 2019 : Le Dernier Vermeer de Dan Friedkin : Dirk Hannema

### Télévision

#### Téléfilms
- 2007 : The History of Mr Polly de Gillies MacKinnon : Rusper
- 2012 : La Vie aux aguets d'Edward Hall : Morris Devereux

#### Séries télévisées
- 2002 : Inspecteur Barnaby : Les Sonneries de la mort  (saison 5 épisode 3)  : Peter Fogden
- 2007 : Inspecteur Barnaby : Le Flash de la mort  (saison 10 épisode 6)  : Eddie Carfax
- 2010 : Maitres et valets
- 2012 : Doctor who : Saison 7 de Doctor Who  (Épisode 3 : La Ville de la miséricorde)  : Kahler-Jex
- 2014 : Meurtres au paradis : L'Art ou la Mort  (saison 3 épisode 3)  : Léo Pascal
- 2016 : Inspecteur Barnaby : Sculptures et sépultures  (saison 18 épisode 4)  : Tony Pitt